# Salagione
La salagione o salatura è un metodo di conservazione. Essendo il sale un composto igroscopico, esso elimina l'acqua dagli alimenti bloccando le funzioni vitali dei microrganismi.
Questo metodo comporta una perdita delle sostanze nutritive degli alimenti, specialmente di sali minerali e vitamina C.
Il metodo è molto antico e sembra che già nell'antica Babilonia fosse utilizzato per conservare la carne (preferibilmente di montone) che era stata scelta come offerta al dio Marduk.

## Metodi utilizzati
La salagione può essere effettuata con due metodi.

### In salamoia
La salamoia è un composto di acqua e sale, esistono vari scaglioni in cui possono essere classificate le tipologie di salamoia, esse vengono classificate in base alla concentrazione di sale nella soluzione, possono essere deboli (percentuale nell'acqua di 10% di sale), medie (percentuale nell'acqua di 18% di sale) o forti (percentuale nell'acqua di 25 - 30% di sale).
È un metodo che richiede meno tempo della salagione a secco, anche se meno efficace.
Gli alimenti vengono immersi direttamente nella salamoia, che va controllata, di tanto in tanto può necessitare di una riaggiunta di soluzione, perché diventa sempre più debole (il sale passa gradualmente dalla salamoia nell'alimento), ed è soggetta a modificazioni chimiche e biologiche.

### A secco

Spersoio per carni salate

Nella salagione a secco l'alimento viene messo a contatto con il sale il quale penetra lentamente nelle cellule dell'alimento. Viene (di norma) utilizzato sale grosso poiché quello fino penetra troppo velocemente negli strati superficiali andando a creare una barriera che impedisce la successiva penetrazione in quelli più profondi.
Il metodo a secco può essere effettuato per sfregamento (è il caso del prosciutto), oppure per sovrapposizione impilando gli alimenti alternati a sale e periodicamente modificare la disposizione.